# 豪斯 (密蘇里州)
豪斯（英語：Howes），又名加諾（Gano），是位於美國密蘇里州登特縣的非建制地區。

## 歷史
豪斯的郵局於1902年設立，其後於1923年停運。

## 地理
豪斯所處的海拔為高於海平面381米（即1250英呎），而該地所採用的時區為UTC-6，即北美中部時區（CST）。同時該地設有夏令時間，為UTC-6調快一小時，即UTC-5（CDT）。